# A Rainha da Pérsia
A Rainha da Pérsia é uma série de televisão brasileira produzida pela Seriella e exibida pela Record entre os dias 17 de junho e 26 de julho de 2024, em 30 capítulos, substituindo a décima primeira temporada de Reis e sendo substituída pela novela turca Força de Mulher.  
Escrita por Cristiane Cardoso e com a colaboração de Aline Munhoz, Carolina Viel, Edna Pacheco, Jaqueline Corrêa, Meuri Luiza, Nicole Garcez, Raphaela Castro e Stephanie Mendes, tendo a direção geral de Leonardo Miranda.
A trama é baseada no Livro de Ester, sendo a terceira obra baseada na personagem bíblica a ser produzida pela Record, depois de A História de Ester e de seu remake em 2010. Diferente das duas primeiras que foram minisséries, a nova adaptação é uma telessérie e também ganha um spin-off baseada na vida de Neemias, recebendo o nome deste. Enquanto nas séries, o rei da Pérsia era chamado de Assuero, dessa vez ele foi referido como Xerxes I, uma vez que pesquisadores afirmam ser o mesmo personagem histórico.
Conta com Nathalia Florentino, Carlo Porto, André Bankoff, Leonardo Medeiros,  Camila Rodrigues, Francisca Queiroz, Dani Moreno e Bárbara Borges nos papéis principais.

## Sinopse
A série conta a saga de Ester, desde a sua infância até a fase adulta, quando se torna rainha nomeada por Xerxes I, o rei da Pérsia. Ao chegar no cargo, Ester esconde a sua identidade judia e se torna obediente ao seu primo Mordecai. Depois de escutar a conversa entre dois oficiais sobre o plano de matar Xerxes, Mordecai comunica Ester, que imediatamente avisa o rei e este condena os rebeldes à forca. No entanto, Xerxes nomeia Hamã como primeiro ministro e após ver a recusa de Mordecai de se curvar ao mesmo, o oficial ordena que todos os judeus sejam destituídos da Pérsia. Sabendo do desejo de Hamã, Mordecai comunica o plano à Ester, que decide lutar com todas as suas forças para proteger o seu povo.

## Elenco
| Intérprete          | Personagem                             |
| ------------------- | -------------------------------------- |
| Nathalia Florentino | Ester, Rainha da Pérsia / Hadassa      |
| Carlo Porto         | Xerxes I, Rei da Pérsia / Assuero      |
| André Bankoff       | Mordecai                               |
| Leonardo Medeiros   | Hamã                                   |
| Camila Rodrigues    | Améstris, Rainha da Pérsia / Vasti     |
| Vinícius Redd       | Hegai                                  |
| Leonardo Franco     | Memucã                                 |
| Luckas Moura        | Neemias (jovem)                        |
| Giuseppe Oristanio  | Harbona                                |
| Francisca Queiroz   | Artemísia I, Sátrapa de Cária          |
| Caetano O'Maihlan   | Artabano                               |
| César Cardadeiro    | Dario, Príncipe da Pérsia              |
| Gabriela Mag        | Artainte                               |
| João Fernandes      | Joel                                   |
| Esther de Oliveira  | Ariana / Damáspia, Rainha da Pérsia    |
| Iran Malfitano      | Himeneu                                |
| Bárbara Borges      | Hellen                                 |
| Dani Moreno         | Yona                                   |
| Adriana Prado       | Varda                                  |
| Vicente Alvite      | Esdras (criança)                       |
| Ranna Bitencourt    | Hayat                                  |
| Izabella Bicalho    | Zeres                                  |
| Marcos Breda        | Setar                                  |
| Cesar Pezzuoli      | Carsena                                |
| Júlio Braga         | Marsena                                |
| Alexandre Régis     | Admata                                 |
| Sergio Monte        | Tarsis                                 |
| Sidney Guedes       | Meres                                  |
| Alex Morenno        | Saasgaz                                |
| Lorenza Gioia       | Rodoguna, Princesa da Pérsia (criança) |
| Paolla Gioia        | Amitis, Princesa da Pérsia (criança)   |
| Guilherme Conradi   | Carcas                                 |
| Ed Oliveira         | Kamal                                  |
| Guilherme Boury     | Hataque                                |
| Daniel Dalcin       | Zia                                    |
| Diego Goullart      | Aspata                                 |
| Luan Brum           | Dalfom                                 |
| Renan Brum          | Porata                                 |
| Felipe Miguel       | Bigtã                                  |
| Bernardo Dugin      | Teres                                  |
| Flávio Pardal       | Hananias                               |
| Sérgio Abreu        | Ramim                                  |
| Amanda Iglesias     | Agatha                                 |
| Emily Matte         | Aria                                   |
| Julia Helen         | Ellarê                                 |
| Julia Prado         | Amirah                                 |
| Camila Senna        | Esme                                   |
| Iza Pradu           | Heyran                                 |
| Malu Lazari         | Darya                                  |
| Isa Salmen          | Farah                                  |
| Grace Kelly         | Yasmin                                 |
| Bruna Botelho       | Concubina                              |
| Alexia Kohler       | Concubina                              |
| Emily Victorino     | Concubina                              |
| Emanuelle Lima      | Concubina                              |
| Erika Rodrigues     | Concubina                              |
| Jasmini Victoria    | Concubina                              |

Participações especiais
| Intérprete        | Personagem                   |
| ----------------- | ---------------------------- |
| Bruno Ahmed       | Enoch                        |
| Hall Mendes       | Esdras                       |
| Mário Bregieira   | Neemias                      |
| Enzo Ciolini      | Artaxerxes I, Rei da Pérsia  |
| Claudio Cinti     | Seraías                      |
| Flávio Bisneto    | Neemias (criança)            |
| Mily Oliveira     | Rodoguna, Princesa da Pérsia |
| Mary Oliveira     | Amitis, Princesa da Pérsia   |
| Arthur Monteiro   | Hacalias                     |
| Julia Abdalah     | Hannah (criança)             |
| Lorenna Rodrigues | Ester / Hadassa (criança)    |
| Dudu Pelizzari    | Leônidas I, Rei de Esparta   |
| Marcus Ferraz     | Xerxes (jovem)               |
| Nicole Canto      | Améstris (jovem)             |
| Tatsu Carvalho    | Sambalate                    |
| Max Magalhães     | Mensageiro                   |

## Produção
Em agosto de 2023, sugiram alguns rumores de que a Record estaria produzindo uma terceira versão do livro de Ester para o ano de 2024, uma vez que Cristiane Cardoso já havia escrito 20 capítulos da trama que recebeu o nome de A Rainha da Pérsia. Tal fato posteriormente foi confirmado pela emissora, que anunciou uma nova rodada de produções inéditas durante as pausas da série-novela Reis, que naquela ocasião foi renovada até a décima primeira temporada, com previsão de estreia para o primeiro semestre de 2024. A ideia seria evitar novas reprises no horário nobre após o fracasso de Todas as Garotas em Mim, que obrigou a emissora a apostar nas reapresentações da própria série Reis e de Jesus e Jezabel entre os anos de 2022 e 2024.

### Gravações
No dia 25 de novembro de 2023, a equipe de diretores da Seriella, juntamente com o diretor geral, embarcou para Marrakech, no Marrocos, para um trabalho de scouting - reconhecimento das locações externas, antes da chegada do elenco. Logo depois, foi anunciado que as locações escolhidas eram totalmente inéditas, sendo a primeira vez que uma produção brasileira estava sendo gravada lá.
As gravações tiveram início em 8 de fevereiro de 2024 e estenderam-se até a primeira semana de março com parte das cenas sendo realizadas em Marrakech, no Marrocos.  60 atores e 40 profissionais viajaram para lá e cerca de 400 cenas foram gravadas em solo marroquino. A produção ainda teve um reforço de uma equipe marroquina, a mesma que esteve trabalhando com Ridley Scott em "Galdiador 2". Já as sequências em estúdio, no Brasil, foram iniciadas no dia 14 de março de 2024 e encerradas no dia 06 de julho de 2024.

### Escolha do elenco
Carlo Porto foi o primeiro nome confirmado para a obra, ficando com o protagonista Xerxes I (o bíblico Assuero). Para interpretar Ester, foi escolhida a estreante Nathalia Florentino. Outros nomes anunciados para o elenco foram de André Bankoff, Giuseppe Oristanio, Leonardo Medeiros, Enzo Ciolini, Francisca Queiroz, Bárbara Borges, Iran Malfitano, Camila Rodrigues e Guilherme Boury.
Curiosamente, Giuseppe Oristanio esteve presente nas três adaptações de Ester em papéis diferentes. Além disso, parte do elenco da trama também foi confirmado na minissérie Neemias, que se passará no mesmo universo da história da rainha persa.

## Exibição
Chegou a ser divulgado que a série estrearia no dia 11 de março de 2024, em substituição a reprise de Jezabel no horário das 21h. No entanto, tal data não chegou a ser confirmada pela Record e nem anunciada oficialmente, uma vez que a série ainda estava em período de gravação. Para cobrir o espaço da reapresentação da telenovela, foi escalado um resumo da nona temporada de Reis.
Em 18 de abril, foi ao ar o primeiro teaser da série, mas nas redes sociais da autora Cristiane Cardoso. Diferente das chamadas das produções bíblicas, A Rainha da Pérsia teve uma pegada humorística mais leve, fazendo uma sátira a palavra anaconda.
Em 27 de abril, mais um teaser lançado. Apesar de repetir o tom humorístico, apresentou um dos personagens importantes para a trama: Hamã, interpretado por Leonardo Medeiros, onde o mesmo fala sobre de quem descende e que busca vingança, "cortando o mal pela raiz".
No dia 30 de abril, um terceiro teaser foi divulgado, apresentando a consorte do rei Xerxes, Améstris (Camila Rodrigues), onde ela se define como suficiente para não precisar de homem nenhum e para conseguir tudo o que deseja, e com ele, o anúncio de que a minissérie teria estreia na plataforma Univer Vídeo no dia 31 de maio, enquanto que a exibição na televisão ficaria para o dia 17 de junho, ocupando o espaço da décima primeira temporada de Reis.
Em 15 de junho, a Record exibiu um documentário especial da série, mostrando os bastidores das gravações da trama no Marrocos e no Brasil, além de algumas curiosidades sobre figurino, construção dos personagens etc.

## Recepção

### Audiência
Estreou com 5,9 pontos. O segundo episódio registrou 5,5 pontos. O terceiro episódio registrou 6,6 pontos. Em 27 de junho de 2024 registrou 7 pontos. Em 10 de julho registrou 8 pontos, pico de 9,5 e share de 12,6%. O último episódio registrou 5,9 pontos. Teve média geral de 6,1 pontos.